# Pasztetowa

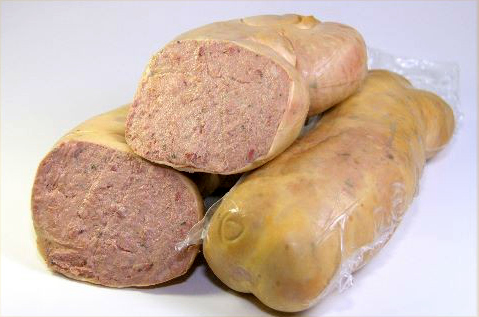
Pasztetówka

Pasztetowa (kiszka pasztetowa, kiszka podgardlana, pasztetówka, kiszka wątrobiana, wątrobianka, reg. leberka, lebera, leberwurst, leberwurszt) – wyrób wędliniarski (wędlina podrobowa) z mielonych podrobów (głównie wątroba, rzadziej dodatkowo płuca, śledziona czy nerki), skórek wieprzowych lub drobiowych oraz tłuszczu (słonina, smalec, podgardle lub boczek), niekiedy z dodatkiem innych rodzajów mięs. Podstawowe przyprawy to: sól, pieprz, cebula, majeranek, ziele angielskie, gałka muszkatołowa.

## Przygotowanie
Zazwyczaj przygotowaną masę parzy się lub gotuje w jelitach albo sztucznych osłonkach,  ewentualnie w słoikach, niekiedy dodatkowo podwędza. W zależności od przepisu może wystąpić dodatek jaj (białek z jaj) jako środka wiążącego oraz bułki lub kaszy manny (a nawet gryczanej) jako wypełniacza. Najczęściej podawana na zimno – wtedy, ze względu na swą konsystencję, zazwyczaj jest rozsmarowywana na pieczywie. Istnieją jednak przepisy na wątrobianki podawane na gorąco – świeżo gotowane, pieczone albo podsmażane.

## Pasztetowa w Polsce

### Tradycje
Pasztetowa w Polsce, podobnie jak gdzie indziej, była produktem uboju gospodarczego uzyskiwanym natychmiast po zabiciu świni, przed zepsuciem się głównego składnika wędliny – wątroby. Popularność wyrobu związana była jednak z wpływami kuchni niemieckiej, austriackiej i czeskiej oraz z dostępnością maszynek do mięsa (chociaż bywały wersje kiszki pasztetowej pieczonej z drobno krojonego mięsa). W wielu regionach, zwłaszcza na wschodzie kraju, problem szybko psujących się podrobów rozwiązywano wytwarzając salceson lub pasztet, ewentualnie spożywając wątróbkę smażoną, jako drugiego po świeżynce tradycyjnego produktu spożywczego po uboju wieprza. Na popularność pasztetowej w warunkach domowych wpływał też proces szlamowania kiszek, który musiał być znacznie staranniejszy niż w przypadku kiełbasy, w którym woń jelita była eliminowana w trakcie wędzenia.
Podgardlana bywa używana jako składnik farszu do pierogów z podrobami.

#### Produkt tradycyjny
Kiszki pasztetowe na liście produktów tradycyjnych Ministerstwa Rolnictwa i Rozwoju Wsi:
- pasztetowa z Nadolnej w pętkach (zob. Nadolna);
- leberwurst drobno mielony z Górek/wątrobianka z Górek (zob. Górki Śląskie);
- leberwurst grubo mielony z Górek/pasztetowa z Górek;
- kiszka pasztetowa dukielska (zob. Dukla);
- pasztetowa grodziska[1] (zob. Grodzisk Wielkopolski).

### W obiegu handlowym
Dostępna w handlu pasztetowa może cechować się różnym smakiem i różnego rodzaju jakością, choć zwykle przeważa smak wątróbki i barwa szara czy szarokremowa. Zwyczajowo lepsze gatunkowo pasztetowe, pakowane najczęściej w osłonki naturalne, zwano wątrobiankami lub rzadziej podgardlaną, gorsze zaś nosiły miano pasztetowych. Obecnie dominuje określenie pasztetowa, nawet w przypadku wyrobów o wyższym standardzie, np.: pasztetowa wędzona, pasztetowa z beczki, pasztetowa bawarska, pasztetowa cielęca, pasztetowa podwędzana, pasztetowa leberka. Produkty mięsne o zbliżonym bądź identycznym z pasztetową składzie, ale pakowane do słoików lub konserw, nazywa się w Polsce pasztetami. Określenie kiszka, nawiązujące do tradycji, również ma sugerować lepszą jakość.

#### Skład
W skład pasztetowej, określanej w handlu jako wędlina podrobowa parzona, mogą wchodzić następujące składniki: tłuszcz wieprzowy, woda, skórki z kurczaka, skórki wieprzowe, wątroba wieprzowa lub drobiowa (rzadziej cielęca), mom wieprzowe, mom drobiowe, głowizna, kasza manna (zawiera gluten), sól, susz cebulowy, błonnik pszenny, białko sojowe, sacharoza, glukoza, białka mleka, emulgatory (E471, E472c), stabilizatory, przeciwutleniacze (np. E316), wzmacniacze smaku i zapachu (E621, E635), aromaty, przyprawy i ekstrakty przypraw, substancje konserwujące (np. E250).

## W kulturze masowej
Pasztetowa jako produkt powszechnie dostępny stała się symbolem codzienności, zwłaszcza monotonnej i przykrej. Jako taka występuje w poezji i prozie, np. Jalu Kurek Młodości, śpiewaj! czy Miron Białoszewski Szumy, zlepy, ciągi, Stara proza. Nowe wiersze. Była też podstawą diety mięsnej w PRL-u, stąd często pojawia się jako atrybut tamtych czasów, np. w Jeżycjadzie Małgorzaty Musierowicz. Tytuł Pani Pasztetowa nosi także utwór Kasi Nosowskiej. We fragmencie powieści Andrzeja Sapkowskiego Boży bojownicy, zawierającym opis uczty po świniobiciu, pojawiają się czeskie jitrniczki (czyli wątrobianki, krwawniczki i nadziewane kaszą jelitka [...] Ledwie trochę wystygły, rzucili się na nie jak wilki.). W Listach z Afryki Henryka Sienkiewicza wątrobianka pojawia się jako jeden z synonimów kultury niemieckiej: Jesteśmy przecie w kraju, w którym wierzą w przeznaczenie. Ono widocznie chciało, bym nie jechał statkiem francuskim "Amazone", lecz niemieckim "Bundesrathem", i bym pod równikiem jadł Leberwurst, Sauerkraut i Kalbrust mit Kartoffelsalat. Niechże i tak będzie! Tymczasem mam przed sobą pięć dni czasu, który mogę przepędzić w sposób jeżeli nie rozkoszny, to przynajmniej oryginalny, to jest klnąc na zimno w Afryce i chodząc w ciepłym paltocie nad Morzem Czerwonym.

## Pasztetowa w innych krajach

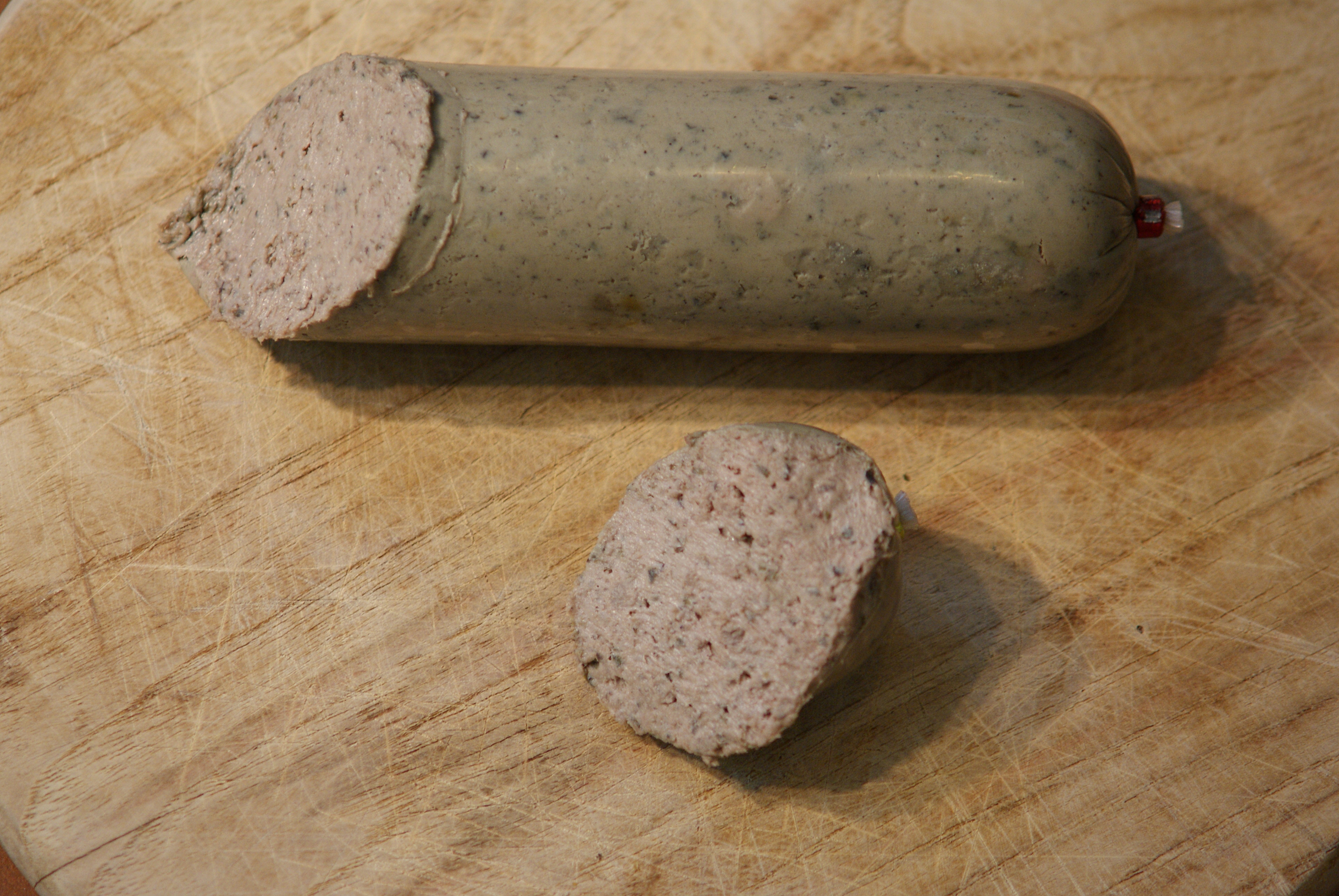
Pfälzer Leberwurst – palatynacka wątrobianka

- Niemcy (Leberwurst) – występuje również jako tradycyjna potrawa po zakończonym świniobiciu, niekiedy w zakresie tzw. Schlachtplatte.  W handlu dostępne są produkty zawierające od 10 do 30% wątróbki (większa jej ilość spowodowałaby nadmierną gorycz w smaku). Znane są także jej regionalne odmiany: Pfälzer Leberwurst i Frankfurter Zeppelinwurst .
- Czechy (jitrnice; na Morawach: jaternice) –  tradycyjna potrawa przygotowywana po domowym uboju świni, wytwarzana też w sposób przemysłowy, oprócz wątróbki zawierająca mniej wartościowe rodzaje mięsa (w tym skórę ze świńskiego łba), a zamiast cebuli – czosnek. Podawana nierzadko na ciepło jako podsmażane kiełbaski, a ze względu na występującą niekiedy obecność kaszy przypominać może polską kaszankę.
- Słowacja (jaternice)
- Rosja (ливерная колбаса)[5][6]
- Rumunia (lebar) – tradycyjne danie kuchni rumuńskiej, spożywane głównie w okresie świąt Bożego Narodzenia, zazwyczaj jako część kolacji wigilijnej, podawana w plasterkach na chlebie z musztardą i przyprawami.
- Holandia (leverworst)

## Galeria

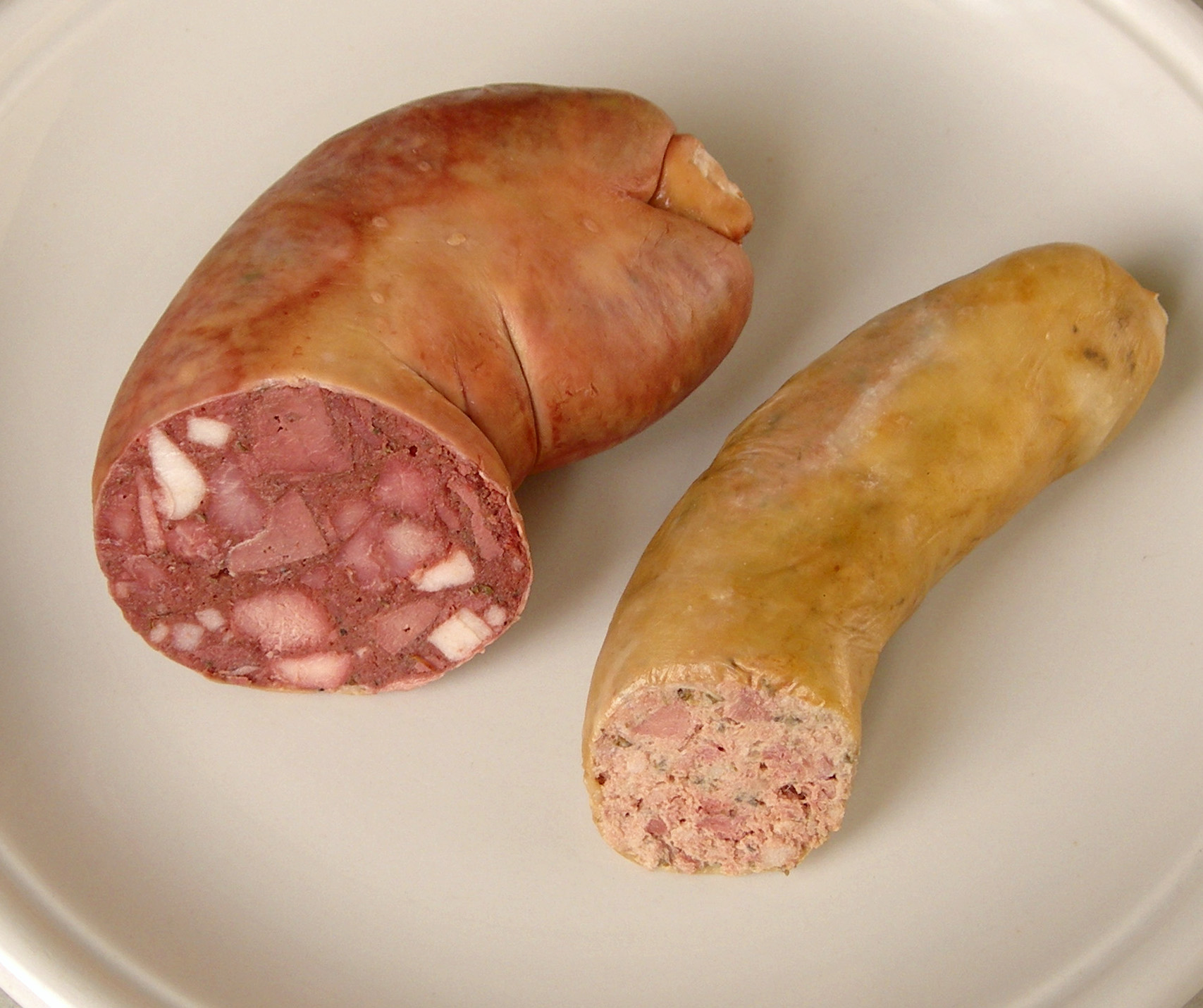
Niemieckie wersje krwawej kiszki (Blutwurst) i pasztetowej
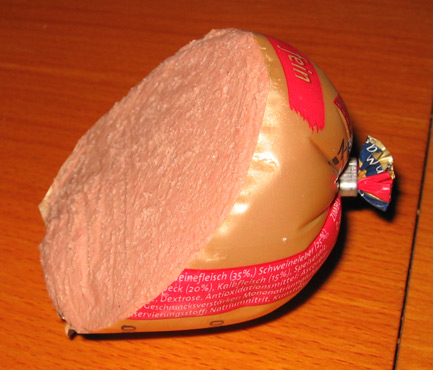
Niemiecka pasztetowa
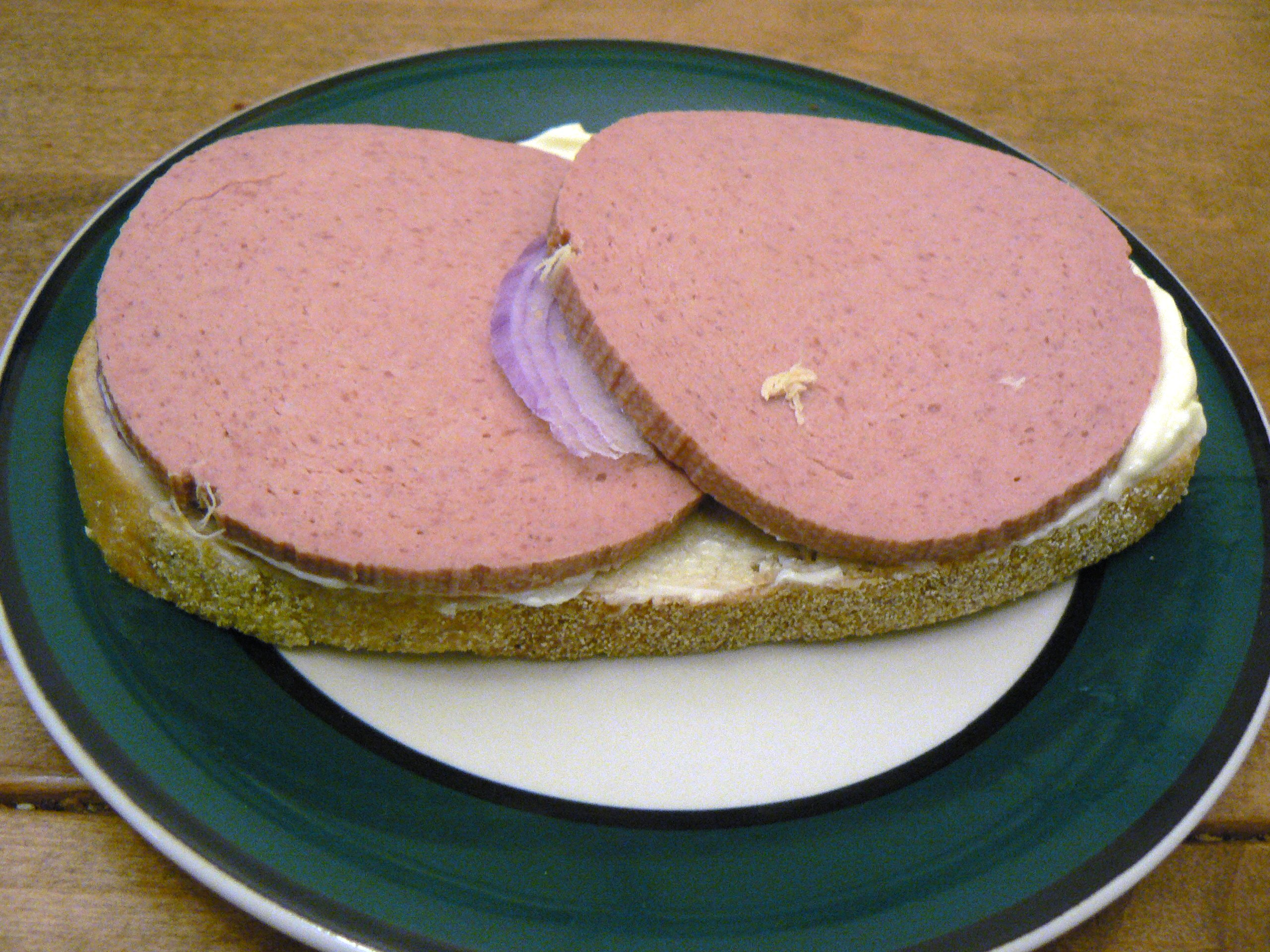
Plastry wątrobianki na chlebie
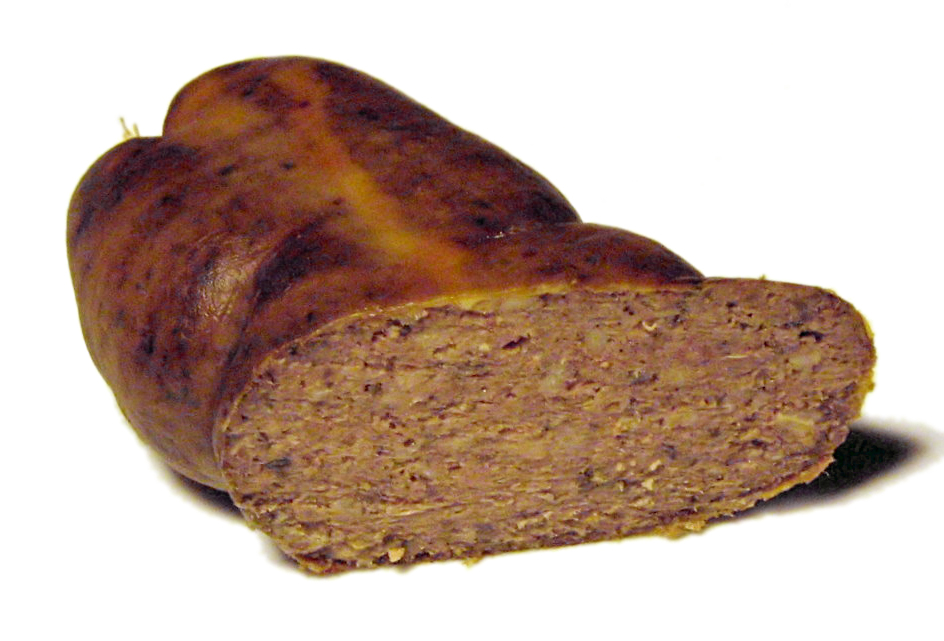
Podwędzany leberwurst
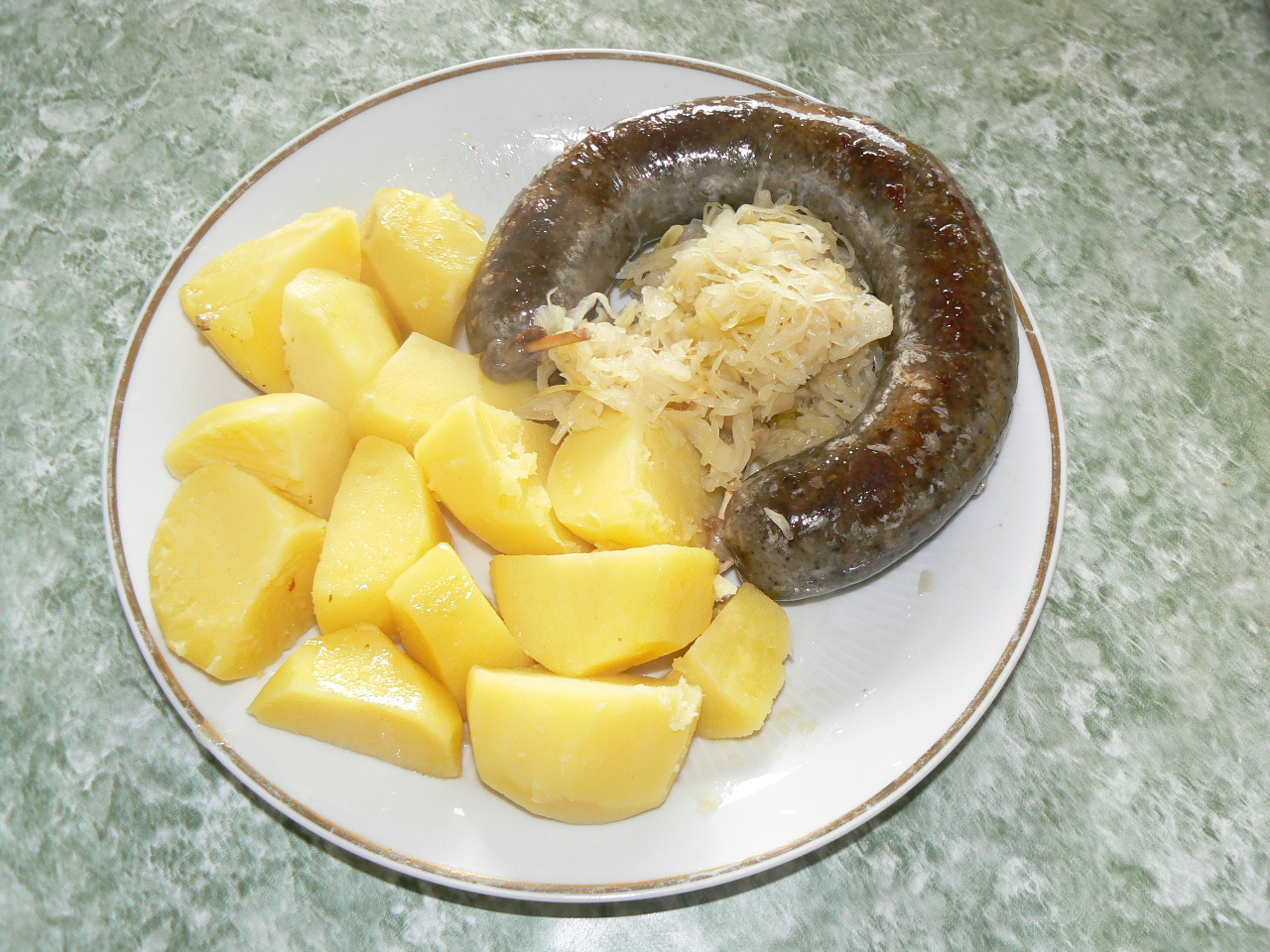
Czeskie jitrnice na ciepło
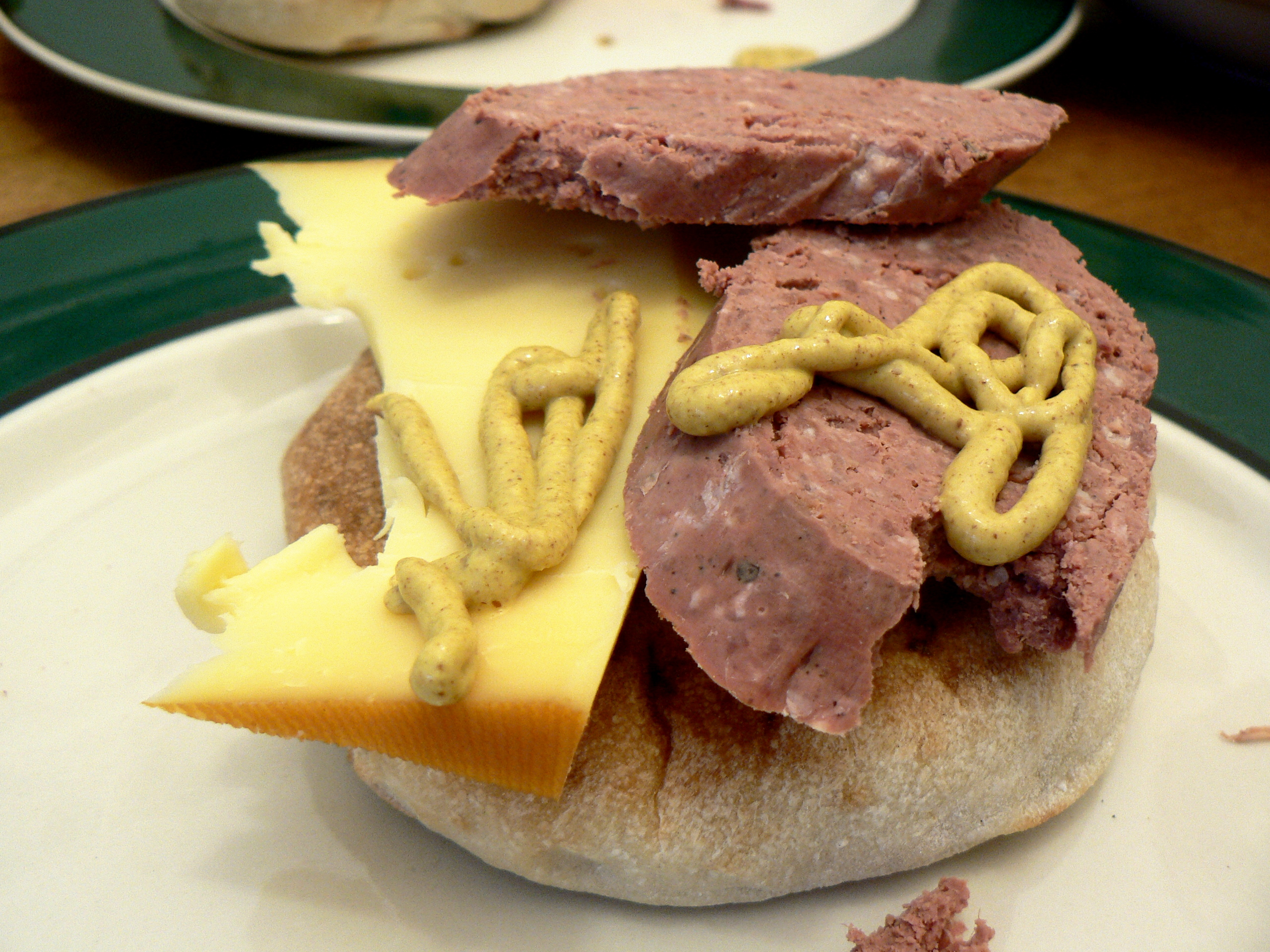
Amerykański Braunschweiger na kanapce z serem i musztardą
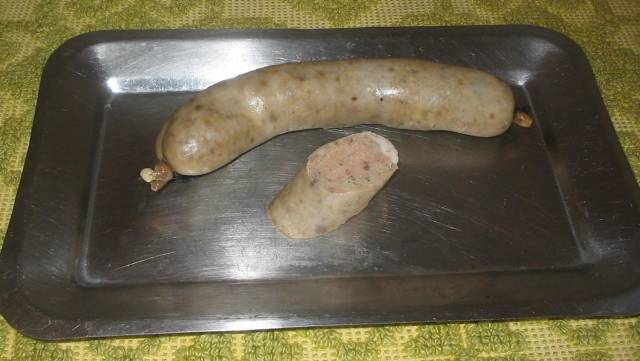
Ukraińska domowa pasztetiwka analogiczna do polskiej pasztetowej